# Ахмед бін Саїд
Ахмед бін Саїд (араб. أحمد بن سعيد البوسعيدي; нар. 20 березня 1694 — 15 грудня 1783) — імам і султан Оману в 1744—1783 роках.

## Життєпис
Походив з клану Бусаїді. Син Саїда бін Мухаммада. Народився 20 березня 1694 року (за іншими, менш вірогідними, відомостями — 1710 року) в селищі Аль-Джамеа поблизу міста Адам (внутрішні області Оману). Спочатку був пастухом верблюдів, згодом постачальником деревини, потім став займатися торгівлею в портовому місті Сухар, де зумів розбагатіти. 1737 року Ахмед ібн Саїд ймовірно за хабар був призначений намісником Сухара. під час урядування звів 11-метрову вежу. В цей час відбулося вторгнення перського війська, яке знищило оманський флот та завдало збитків торгівлі. 1742 року відбулося нове вторгнення персів.
1743 року загинув імам Султан бін Муршид. Втім Ахмед бін Саїд продовжив спротив окупантам, які вимушені були відступити. За цим за підтримку племені бану-хіна розширив владу на приморську смугу. Але 1744 року перське військо знову прибуло до Оману. Після 9-місячної облоги Ахмед бін Саїд домовився з персами про почесну капітуляцію, зберігши владу в Сухарі і Барці, погодившись сплачувати данину. Невдовзі за таємної підтримки персів оголошений частиною шейхів й улемів новим імамом оману для протидії імаму Більарабу бін Хім'яру, щоб продовжував боротися з окупантами.
1745 року у битві біля Бітне Ахмад бін Саїд зазнав тяжкої поразки від Більараба бін Хім'яра, втративши невдовзі Сухар, але зберіг інші приморські міста. Поступово перси, не отримуючи платні та ведучі постійні сутички з місцевих населенням, виявилися деморалізованими. Ахмед бін Саїд 1747 року запросив перських очільників війська на бенкет, де наказав їх перебити. За цим змусив перську армію повернутися до себе, тим більш що тоді загинув перський шах Надір.
За цим відновив війну проти Більараба бін Хім'яра. Зрештою 1749 року в битві в оазі Джебель-Ахдар завдав суперникові нищівної поразки, де той загинув. З цього часу не було інших претендентів на трон. При цьому в самій Персії почалася боротьба за владу, що забезпечило мир на півночі. Того ж року прийняв титул султана.
Своєю столицею обрав Рустак. Вимушений був докласти багато сил для завершення міжплемінних чвар, що виникли під час тривалої боротьби за владу в Омані, починаючи з 1718 року. У 1753 році на зборах в Нізві захопив та стратив найбільш запеклих ворохобників серед шейхів. Слідом за тим поклав край піратству і домігся безпеки морської торгівлі. Також сприяв розвитку сільського господарства. Він створив постійне військо і військово-морський флот. У 1763 році уклав військово-політичний союз з Омар-пашою, володарем Іраку.
В першій половині 1770-х років він намагався домогтися контролю над Ормузькою протокою, домігшись сплати мит. Також відновив владу Оману над сомалійським узбережжям. 1 лютого 1775 року Ахмед бін Саїд відмовився від влади на користь свого сина Саїда бін Ахмеда, але зберіг за собою титул імама. Відправив флот на допомогу обложеної персами басрі, але той зазнав поразки.
У 1781 році його сини Саїф і Султан підняли повстання проти свого батька. Вони захопили фортеці Аль-Мірані і Аль-Джалалі, які охороняли гавань Маската, взяли в полон Саїда бін Ахмеда. У 1782 році Ахмед бін Саїд повернувся до Маскату і підпорядкував своєї влади фортеці Аль-Мірані і Аль-Джалалі. Помер 1783 року.

## Родина
Мав 4 дружин, від яких у нього було 7 синів і 3 доньки. Відомі лише сини:
- Хіляль бін Ахмед
- Саїд бін Ахмед (д/н — 1811), султан і імам Оману
- Кайс бін Ахмед (д/н — 1808), намісник Сухара
- Саїф бін Ахмед (д/н — 1785);
- Султан бін Ахмед (д/н — 1804), султан і імам Оману
- Таліб бін Ахмед (д/н — 1832)
- Мухаммед бін Ахмед